# Warkocz (Strzelin)

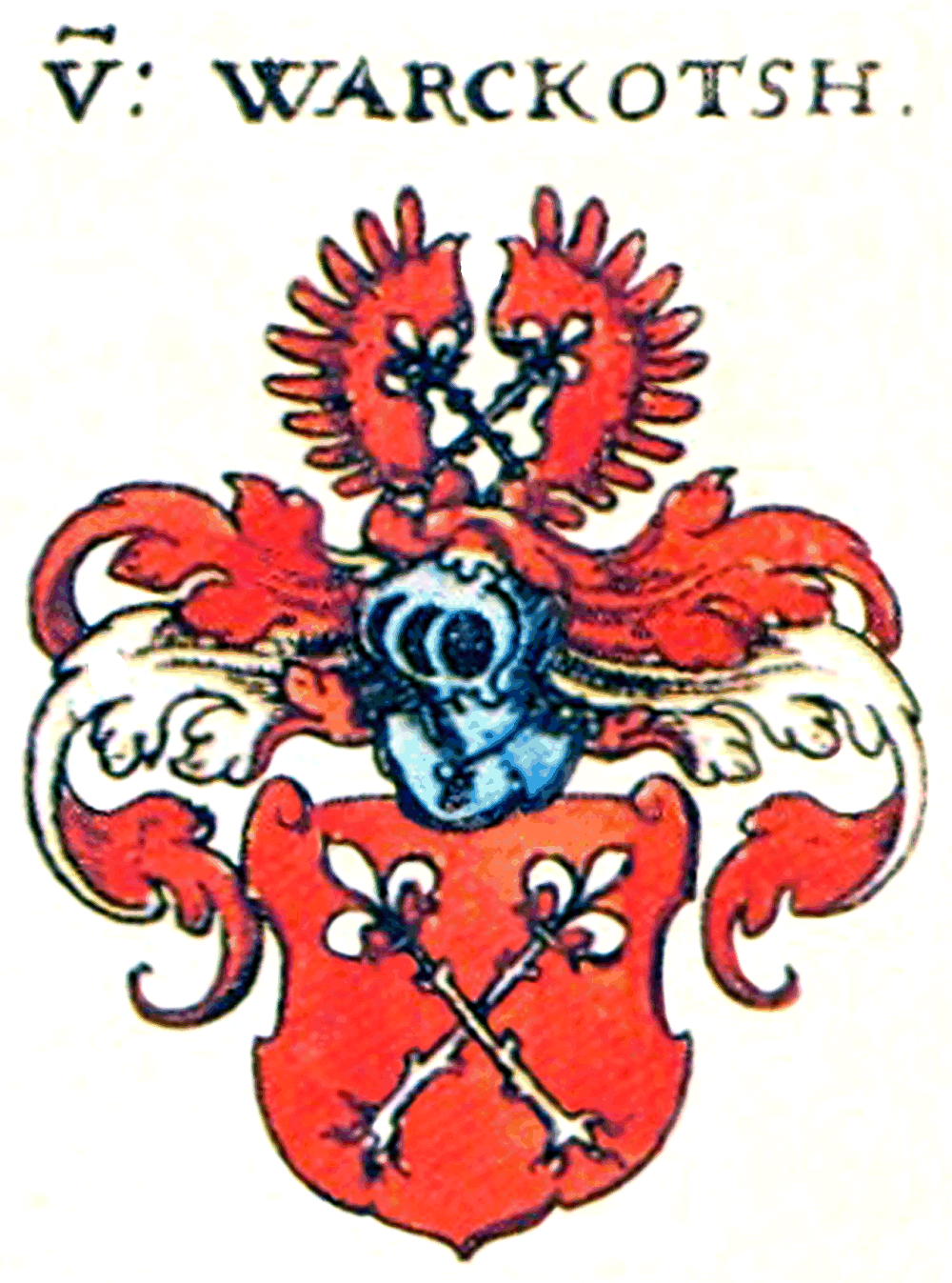
Wappen der Warkotsch

Warkocz (deutsch Warkotsch, 1937–1945 Friedfelde) ist ein Dorf in der Stadt-Land-Gemeinde Strzelin (Strehlen) im Powiat Strzeliński (Kreis Strehlen) in der Woiwodschaft Niederschlesien in Polen.

## Geschichte
Die Ersterwähnung erfolgte 1373 als Warchus und 1416 als Warkncz. Die gleichnamige Burg war Stammsitz der Freiherren von Warkotsch. Sie diente während der Hussitenkriege Räubern als Unterschlupf und wurde deshalb am 21. Juli 1441 von Herzog Wilhelm von Troppau mit Unterstützung der Breslauer und anderer Städte Bürgerschaft zerstört. 1519 kaufte Christoph von Redern zu Ruppersdorf, Bohrau und Schönfeld das Gut. Territorial lag Warkotsch im Herzogtum Brieg, das Lehen der Krone Böhmens war. Es wurde bis 1675 von den Schlesischen Piasten regiert und fiel dann durch Heimfall an den böhmischen Landesherrn. Nach dem Ersten schlesischen Krieg wurde Warkotsch mit dem größten Teil Schlesiens an Preußen abgetreten. 
In der zweiten Hälfte des 18. Jahrhunderts war der Besitzer von Warkotsch Maximilian von Gaffron. 1783 gehörte das Dorf den Herren von Minkwitz und bestand aus einem Vorwerk mit 9¾ wüsten Hufen, einer Schule, einer Windmühle, 19 Feuerstellen und 139 Einwohner die nach Strehlen eingepfarrt waren. 1845 zählte das Dorf in Besitz der Elise geb. von Schickfuß ein Schloss, ein herrschaftliches und ein außerhalb liegendes Vorwerk, 223 überwiegend evangelische Einwohner (58 katholisch), evangelische Kirche zu St. Michael in Strehlen, eine Windmühle, eine Schmiede, ein Schuhmacher und ein Höcker. Warkotsch gehörte bis 1945 zum Landkreis Strehlen. Seit 1874 gehörte die Landgemeinde zum Amtsbezirk Plohmühle, der 1929 in Saegen umbenannt wurde.
1937 erfolgte unter den Nationalsozialisten die Umbenennung von Warkotsch in Friedfelde. Als Folge des Zweiten Weltkriegs fiel Friedfelde 1945 mit dem größten Teil Schlesiens an Polen. Nachfolgend wurde es in Warkocz umbenannt. Die deutschen Einwohner wurden – soweit sie nicht schon vorher geflohen waren – vertrieben. Die neu angesiedelten Bewohner stammten teilweise aus Ostpolen, das an die Sowjetunion gefallen war. Warkocz ist heute Teil der Stadt-Land-Gemeinde Strzelin.

## Sehenswürdigkeiten
- Schloss Warkotsch[4][5]

- Landschaftspark